# Naheinstellungstrias
Unter Naheinstellungstrias versteht man in der Augenheilkunde das gleichzeitige Auftreten einer Konvergenzbewegung, einer Pupillenverengung (Konvergenzmiosis) und einer Nahakkommodation, die durch einen übergeordneten neurophysiologischen Regelkreis miteinander gekoppelt sind. Dabei steht das Ausmaß der Konvergenzbewegung in einem direkten Verhältnis zur aufgewendeten Akkommodationsleistung, das im sogenannten AC/A-Quotienten ausgedrückt wird. Welcher der drei Mechanismen der primäre ist, ist bislang ungeklärt. Man vermutete zumindest, dass die Pupillenverengung der Akkommodation folgt, nach neueren Arbeiten jedoch eher der Konvergenz.
Durch Fehlfunktionen der Konvergenz oder herabgesetzte Akkommodation kommt es zu einer gewissen Störanfälligkeit dieses Regelkreises. Es wurden zudem Krankheitsfälle beschrieben, bei denen die Naheinstellungstrias lediglich über ein Auge auslösbar war.